# Iouri Arabov
Pour les articles homonymes, voir Arabov.
Iouri Nikolaïevitch Arabov (en russe : Юрий Николаевич Арабов, né le 25 octobre 1954 à Moscou en URSS et mort le 27 décembre 2023) est un romancier, poète et scénariste soviétique puis russe, artiste émérite de Russie.

## Biographie
Né à Moscou, Iouri Arabov est diplômé de la faculté des scénaristes de l'Institut national de la cinématographie en 1980. Il débute comme scénariste du film d'Alexandre Sokourov La voix solitaire d'un homme sorti en 1987 et qui reçoit le Prix FIPRESCI au Festival du film de Moscou la même année. Leur collaboration se poursuit dans douze films.
Iouri Arabov est l'un des fondateurs du club Poésie fondé à Moscou au sein de la revue Jeunesse en 1985, qui a fonctionné jusqu'au milieu des années 1990. Depuis 1992, il est professeur et directeur du département de dramaturgie du cinéma à l'Institut national de la cinématographie
En 1999, il reçoit le prix du scénario du Festival de Cannes pour Moloch.
En 2008, il est membre du jury de la Mostra de Venise.
Iouri Arabov est l'auteur d'une trentaine de scénarios, de plusieurs recueils de poésie (Simple Life,  et Unreal Saga), d'essais et romans (Big Beat, Flagellants, Miracle, Collision avec un papillon).
Il est lauréat du concours littéraire Le grand livre (Большая книга) en 2011.
Alors qu'il travaillait au montage de son premier film en tant que réalisateur, Gjirokastra, sa fille le retrouve mort, à 69 ans le 27 décembre 2023 d’une insuffisance cardiaque aiguë après une longue maladie, dans le quartier de Rostokino à Moscou.

## Filmographie

### Comme scénariste

#### Au cinéma
- 1978 : La voix solitaire de l'homme (Одинокий голос человека) d'Alexandre Sokourov, sorti en 1987
- 1983 : Une indifférence douloureuse (Скорбное бесчувствие) d'Alexandre Sokourov, sorti en 1987
- 1988 : Les Jours de l'éclipse (Дни затмения) d'Alexandre Sokourov
- 1988 : Monsieur le décorateur (Господин оформитель) d'Oleg Teptsov
- 1989 : L'Initié (Посвященный) d'Oleg Teptsov
- 1989 : Sauve et protège (Спаси и сохрани) d'Alexandre Sokourov
- 1990 : Le Deuxième Cercle (Круг второй) d'Alexandre Sokourov
- 1990 : Le sphinx (Сфинкс) d'Andreï Dobrovolski
- 1992 : Présence (Присутствие) d'Andreï Dobrovolski
- 1992 : La pierre (Камень) d'Alexandre Sokourov
- 1994 : Pages cachées (Тихие страницы) d'Alexandre Sokourov
- 1997 : Mère et fils (Мать и сын) d'Alexandre Sokourov
- 1999 : Moloch (Молох) d'Alexandre Sokourov
- 2001 : Taurus (Телец) d'Alexandre Sokourov
- 2002 : Le jeu en moderne (Игра в модерн) de Maxime Korostychevski et Igor Efimov
- 2002 : Un chat et demi (Полтора кота) d'Andreï Khrjanovski
- 2004 : Apochryphe : musique pour Pierre et Paul (Апокриф: музыка для Петра и Павла) d'Adel Al Khadad
- 2005 : Le Soleil (Солнце) d'Alexandre Sokourov
- 2006 : L'horreur qui est toujours avec toi (Ужас, который всегда с тобой) d'Arkadi Yakhnis
- 2008 : Un jour sans fin à Youriev (Юрьев День) de Kirill Serebrennikov
- 2009 : Le Miracle (ru)  (Чудо) d'Alexandre Prochkine
- 2009 : Une pièce et demie (Полторы комнаты) d'Andreï Khrjanovski
- 2011 : Faust (Фауст) d'Alexandre Sokourov
- 2012 : La Horde (Орда) d'Andreï Prochkine
- 2013 : Miroirs (Зеркала) de Marina Migounova
- 2015 : Orléans (Орлеан) d'Andreï Prochkine
- 2015 : La cage (Клетка) d'Ella Arkhanguelskaya
- 2015 : Service de sécurité (Охрана) d'Alexandre Prochkine
- 2016 : Le Moine et le Démon (Монах и бес) de Nikolaï Dostal

#### À la télévision
- 1990 : Nikolaï Vavilov (Николай Вавилов) d'Alexandre Prochkine, série en 6 épisodes
- 2005 : Docteur Jivago (Доктор Живаго) d'Alexandre Prochkine, série en 11 épisodes
- 2005 : Affaire d'âmes mortes (Дело о мёртвых душах) de Pavel Lounguine, série en 8 épisodes
- 2007 : Le testament de Lénine (Завещание Ленина) de Nikolaï Dostal, série en 12 épisodes

## Œuvre littéraire
- 1991 : Autostop (poèmes)
- 1991 : Une vie simple (poèmes)
- 1992 : Fausse saga (poèmes)
- 1997 : La mécanique des destins (essai)
- 2003 : Big-beat (roman)
- 2009 : Miracle (roman)
- 2011 : Orléans (roman)
- 2012 : Terre (poèmes)
- 2014 : Collision avec un papillon (roman)

## Distinctions
- 1999 : prix du scénario du Festival de Cannes pour Moloch (1999)
- 2000 : prix d'État de la fédération de Russie pour le scénario du film Taurus (2000)
- 2005 : Nika pour le scénario du film Le Soleil
- 2008 : prix littéraire Triomphe
- 2011 : lauréat du concours littéraire Le grand livre (Большая книга)
- 2012 : aigle d'or pour le scénario du film La Horde (2012)
- 30e cérémonie des Nika : Nika du meilleur scénario pour Le Moine et le diable.